# Damiano Valgolio

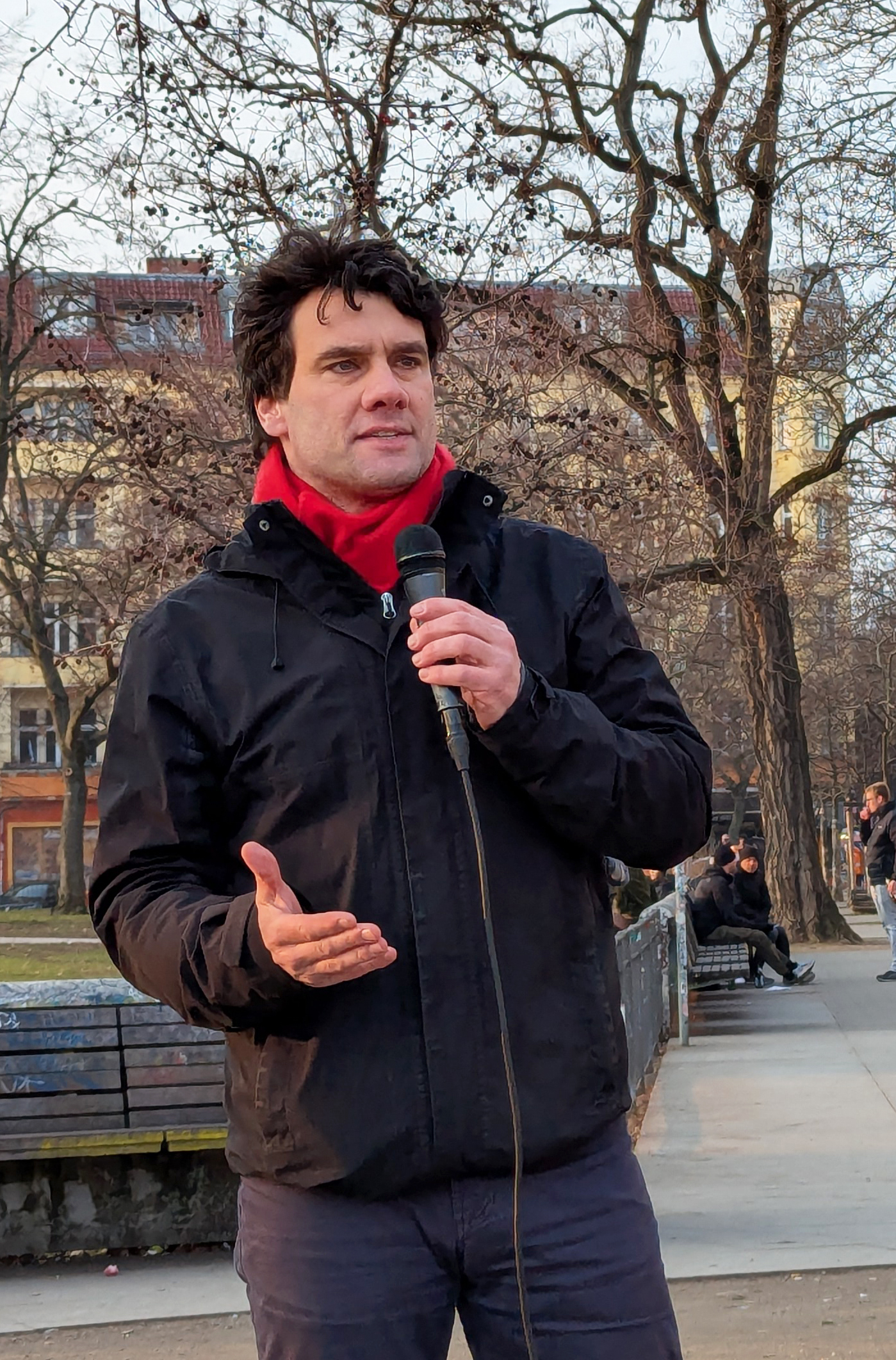
Damiano Valgolio (2025)

Damiano Valgolio (* 1981 in Hannover) ist ein deutscher Rechtsanwalt und Politiker (Die Linke) und seit 2021 Mitglied im Abgeordnetenhaus von Berlin.

## Leben
Damiano Valgolio studierte Rechtswissenschaft an der Humboldt-Universität zu Berlin. Er ist als Rechtsanwalt mit Schwerpunkt Arbeitsrecht tätig.

## Partei und Politik
Valgolio gehört der Partei Die Linke seit 2007 an, zuvor war er Mitglied der WASG. Er ist stellvertretender Bezirksvorsitzender seiner Partei in Friedrichshain-Kreuzberg. 
Bei der Abgeordnetenhauswahl 2021 erhielt er ein Direktmandat im Wahlkreis Friedrichshain-Kreuzberg 4. Bei der Wiederholungswahl 2023 konnte er seinen Sitz im Abgeordnetenhaus verteidigen.